# Lalkuan
Lalkuan (o Lalkua) è una suddivisione dell'India, classificata come nagar panchayat, di 6.524 abitanti, situata nel distretto di Nainital, nello stato federato dell'Uttarakhand. In base al numero di abitanti la città rientra nella classe V (da 5.000 a 9.999 persone).

## Geografia fisica
La città è situata a 29° 4' 60 N e 79° 31' 0 E e ha un'altitudine di 270 m s.l.m..

## Società

### Evoluzione demografica
Al censimento del 2001 la popolazione di Lalkuan assommava a 6.524 persone, delle quali 3.567 maschi e 2.957 femmine. I bambini di età inferiore o uguale ai sei anni assommavano a 1.118, dei quali 599 maschi e 519 femmine. Infine, coloro che erano in grado di saper almeno leggere e scrivere erano 4.552, dei quali 2.728 maschi e 1.824 femmine.